# Кандеяс-ду-Жамари

Кандеяс-ду-Жамари на карте штата.

Кандеяс-ду-Жамари (порт. Candeias do Jamari)  —  муниципалитет в Бразилии, входит в штат Рондония. Составная часть мезорегиона Мадейра-Гуапоре. Входит в экономико-статистический  микрорегион Порту-Велью. Население составляет 19 779 человек на 2010 год. Занимает площадь 6 843,87 км². Плотность населения — 2,89 чел./км².

## Демография
Согласно сведениям, собранным в ходе переписи 2010 г. Национальным институтом географии и статистики (IBGE), население муниципалитета составляет:
| Полное население                               | Полное население                               | Полное население                               | Полное население                               | 19 779 |
| ---------------------------------------------- | ---------------------------------------------- | ---------------------------------------------- | ---------------------------------------------- | ------ |
| в том числе:                                   | Городское население                            | 12 887                                         | Процент городского населения, %                | 65,15  |
|                                                | Сельское население                             | 6 892                                          | Процент сельского населения, %                 | 34,85  |
|                                                | Мужское население                              | 10 320                                         | Процент мужского населения, %                  | 52,18  |
|                                                | Женское население                              | 9 459                                          | Процент женского населения, %                  | 47,82  |
| Плотность населения, чел/км²                   | Плотность населения, чел/км²                   | Плотность населения, чел/км²                   | Плотность населения, чел/км²                   | 2,89   |
| Население муниципалитета в % к населению штата | Население муниципалитета в % к населению штата | Население муниципалитета в % к населению штата | Население муниципалитета в % к населению штата | 1,27   |

По данным оценки 2015 года население муниципалитета составляет 24 155 жителей.

## Административное деление
Муниципалитет состоит из 2 дистриктов:
| № | Наименование дистрикта | Наименование дистрикта (порт.) | Территория, км² | Население, чел.(2010) | Население, чел.(2010) | Население, чел.(2010) | Плотность, чел./км² | Код дистрикта |
| № | Наименование дистрикта | Наименование дистрикта (порт.) | Территория, км² | всего                 | городское             | сельское              | Плотность, чел./км² | Код дистрикта |
| 1 | Кандеяс-ду-Жамари      | Candeias do Jamari             | 5592            | 15777                 | 9976                  | 5801                  | 2,82                | 110080905     |
| 2 | Риу-Прету-ду-Кандеяс   | Rio Preto do Candeias          | 1252            | 4002                  | 2911                  | 1091                  | 3,2                 | 110080920     |

## Важнейшие населенные пункты
| № | Населённый пункт     | Населённый пункт (порт.) | Категория | Население чел. (2010) | На карте                       |
| - | -------------------- | ------------------------ | --------- | --------------------- | ------------------------------ |
| 1 | Кандеяс-ду-Жамари    | Candeias do Jamari       | город     | 9976                  | 8°47′26″ ю. ш. 63°41′54″ з. д. |
| 2 | Риу-Прету-ду-Кандеяс | Rio Preto do Candeias    | поселок   | 2911                  | 9°16′47″ ю. ш. 63°28′02″ з. д. |
| 3 | Нова-Самуэл          | Nova Samuel              | поселок   | 227                   | 8°39′28″ ю. ш. 63°24′52″ з. д. |